# Klaipėda
Klaipėda ([ˈkɫɐɪˑpʲeːd̪ɐ]ⓘ, en samogitio Klaipieda; alemán Memel; polaco: Kłajpeda) es la tercera ciudad más poblada de Lituania, y la ciudad portuaria más importante del país, situada en la costa del mar Báltico. Tiene 152 818 habitantes (2016), una cantidad bastante inferior a la registrada en 1989: 208 900. Tiene un gran puerto de ferris con conexiones a Suecia, Dinamarca, y Alemania. Está situado cerca de la desembocadura del río Nemunas y precisamente en la entrada de la laguna de Curlandia.
Los edificios de Klaipeda tienen una estructura pintoresca, similar a la encontrada en Alemania, Inglaterra y Dinamarca. Populares centros turísticos de Lituania se encuentran cerca de Klaipėda en Neringa y Palanga.

## Historia
Klaipėda fue fundada por tribus bálticas en el siglo XIII. El nombre parece derivar de las palabras samogitias klaidyti= obstáculo, peda= pies, debido a que el terreno pantanoso obligaba a dejar los carruajes y proseguir marchando a pie. En una carta de 1413 firmada por el gran duque Vitautas se hace referencia a esta ciudad con el nombre lituano algo latinizado de Caloypede. Durante largo tiempo perteneció al Estado de Prusia Oriental, en el que fue llamada Memel.
Esta ciudad portuaria del mar Báltico fue fundada por la Orden Teutónica en 1252 y es registrada como Castrum Memele (en alemán Memelburg, también Mimmelburg). En 1254 se concedió a Klaipeda el Derecho de la ciudad de Lübeck. Esta área fue convertida al cristianismo por la Orden Teutónica. La Paz del Mar Melno en 1422 fijó la hermandad entre la provincia de Prusia y Lituania. Memel fue incluida en Prusia y la frontera permaneció inalterada hasta 1919. Fue una de las fronteras más largas sin cambios en Europa.
A comienzos de 1474 Memel fue gobernada por la Ley Culm de las ciudades prusianas. En 1525, el Ducado de Memel adoptó el luteranismo bajo el reinado de Alberto de Prusia (Albrecht von Brandenburg-Ansbach-Preußen). Fue el comienzo de un largo periodo de prosperidad para la ciudad y el puerto, ya que el Ducado de Prusia fue un feudo polaco y más tarde parte de la Comunidad de naciones Polaco-Lituana. Esta ciudad fronteriza sirvió como puerto para comunicar a Lituania, beneficiándose de su localización cerca de la desembocadura del río Niemen. El final de la prosperidad llegó cuando entre 1629 y 1635 Memel fue atacada, dañada y ocupada por Suecia. Fue reconstruida numerosas veces y setenta y cinco años después una gran parte de la población de Memel murió de una plaga. Con la creación del Estado unificado alemán en 1871, Memel se convirtió en la ciudad más al noreste de Alemania.
En 1919 Klaipeda fue puesta bajo la protección de los Estados de la Triple Entente. Tras el Tratado de Versalles el territorio que rodeaba a Memel fue separado de Alemania y recibió una autonomía bajo ocupación francesa. Más tarde, tropas lituanas bajo el mando del coronel Budrys atacaron en 1923 y las tropas francesas abandonaron la región. Memel fue reabsorbida por el Reich alemán el 22 de marzo de 1939, tras la anexión de Austria, los Sudetes y Checoslovaquia.
Durante la Segunda Guerra Mundial, la ciudad fue cercada entre finales de 1944 y principios de 1945 (véase batalla de Memel), muriendo muchos habitantes durante la batalla. La ciudad fue capturada por el Ejército Rojo en enero de 1945 y entregada a Lituania.

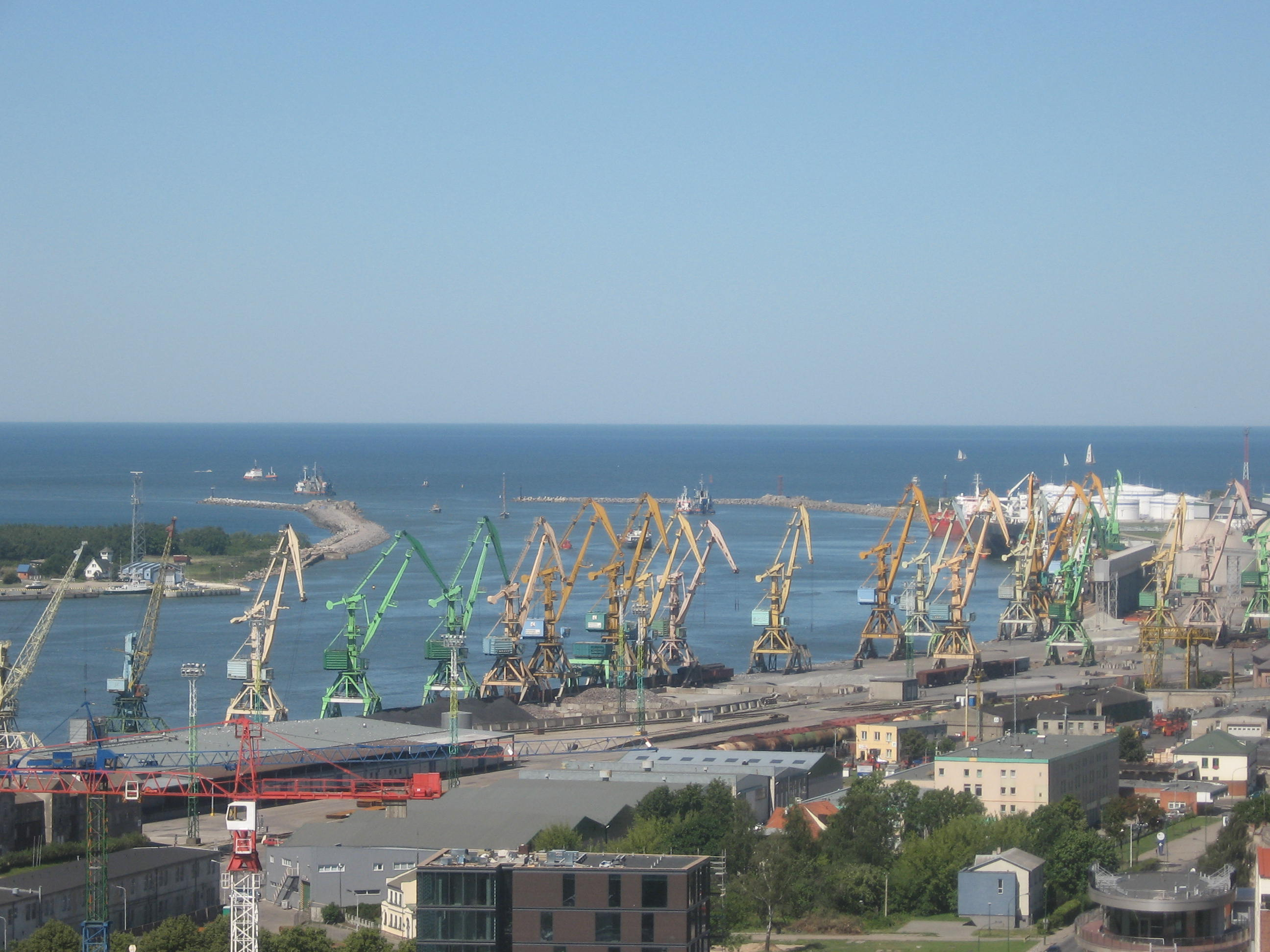
Puerto de Klaipeda

La mayoría de los entonces habitantes alemanes fueron enviados a Siberia, y los restantes exiliados en Alemania. Por otro lado, en la ciudad sigue residiendo una importante minoría rusa.

## Demografía
La población de Klaipėda es de 152 189 habitantes, y más de 200 000 si se incluye el área metropolitana. 
Hay mayoría de mujeres, representando el 53.58 % de la población, mientras que los hombres son el 46.42 %.
En 2017, la composición étnica era de:
- Lituanos: 87.0 %
- Rusos: 6.1 %
- Ucranianos: 2.4 %
- Bielorrusos: 1.3 %
- Ingleses: 0.53 %
- Otros: 2.7 %

## Transportes
|  | Aeropuerto                          | Código IATA | Código OACI |
|  | ----------------------------------- | ----------- | ----------- |
|  | Aeropuerto Internacional de Palanga | PLQ         | EYPA        |

## Educación
|  | Universidad             | Fundación | Acrónimo | Tipo                |
|  | ----------------------- | --------- | -------- | ------------------- |
|  | Universidad de Klaipėda | 1991      | KU       | Universidad pública |

## Deportes
| Equipo      | Deporte    | Competición             | Estadio          | Creación | Capacidad |
| ----------- | ---------- | ----------------------- | ---------------- | -------- | --------- |
| FK Atlantas | Fútbol     | A Lyga                  | Žalgiris Stadium | 1962     | 4428      |
| KK Neptūnas | Baloncesto | Lietuvos Krepšinio Lyga | Švyturio Arena   | 1964     | 6200      |

## Hermanamientos
- Debrecen (Hungría)
- Cherepovets (Rusia)
- Cleveland (Estados Unidos)
- Kaliningrado (Rusia)
- Karlskrona (Suecia)
- Køge (Dinamarca)
- Kotka (Finlandia)
- Kuji (Japón)
- Leipzig (Alemania)
- Liepāja (Letonia)
- Lübeck (Alemania)
- Mannheim (Alemania)
- Mérida (Venezuela)
- Mogilev (Bielorrusia)
- North Tyneside (Reino Unido)
- Odesa (Ucrania)
- Qingdao (China)
- Rügen (Alemania)
- Szczecin (Polonia)